# Hafen Braunschweig
Der Hafen Braunschweig ist ein 1934 eröffneter Binnenhafen im Norden der Stadt Braunschweig, Niedersachsen. Er umfasst zwei Hafenbecken, mehrere Kanalländen und einen Yachthafen.

## Geographie
- Karte mit allen Koordinaten:
- OSM |
- WikiMap

Die Häfen Braunschweigs liegen an drei räumlich getrennten Standorten an der Bundeswasserstraße Mittellandkanal auf einer Höhe von 65 m ü. NN, der Scheitelhaltung des Kanales. 1,3 km westlich des Stadthafens unterquert die Oker in einem 80 m langen Düker den Mittellandkanal, zu der hin dort eine Hochwasserentlastung besteht. 400 m westlich des Ölhafens unterquert die Schunter den Kanal.
| Lage: Gewässer – km   | Hafen:           | Beschreibung            | Kailänge           | Ausstattung |
| --------------------- | ---------------- | ----------------------- | ------------------ | --- |
| MLK 217,5 Nord        | Marina ⊙         | Marina Watenbüttel      | 210 m, Kaimauer    | 39 Wasserliegeplätze, Trockenliegeplätze, Stege, Kran 1,6 t, Sperrtor, Wasser, Strom, Sanitär, Gastronomie |
| MLK 219,0 - MLK 220,3 | Länden + Hafen ⊙ | Stadthafen Braunschweig | 3.000 m, gespundet | 2 Containerbrücken, 4 Portalkräne, Mobilkran, Fördereinrichtungen für Schüttgüter, Flurfördergeräte, Bahnanschluss (Südpiers) Fahrzeugwaage, Liegeplätze für die Berufsschifffahrt an den Nordpiers, mehrere Hallen- und Freilagerflächen |
| MLK 222,4 Nord        | Lände ⊙          | Anleger RV              | 100 m, geböscht    | Sonderanleger für Muskelkraftfahrzeuge, 15 m Niederkai, Stege, Treppe, Bootshaus, Trockenliegeplätze, ÖPNV-Anschluss |
| MLK 223,0 Nord        | Lände ⊙          | WSA- und Ölhafen Thune  | 550 m, gespundet   | Pumpen, Pipeline, Poller und Tanklager am Ölhafen, sowie Betriebshafen des WSA Braunschweig, Wendebucht für Großmotorgüterschiffe bis zu 150 m Länge, weitere Liegeplätze am Südufer                                                      |

## Geschichte
Die Behauptung Die alte Hansestadt Braunschweig hatte bereits um 1000 einen Stapel- und Umschlagplatz an der Oker unterhalten und ab 1227 war ein regelmäßiger Schiffsverkehr zwischen Braunschweig und Bremen urkundlich belegt, der wegen zunehmender Versandung der Flüsse 1764 wieder aufgegeben werden musste. ist nicht urkundlich belegt.
Der 1906 begonnene Bau des Mittellandkanals ergab die Perspektive einer Anbindung an den Seehandel. 1926 beschloss die Stadtverordnetenversammlung den Bau eines Hafens. Da der Mittellandkanal nicht durch das Stadtgebiet Braunschweigs führte, sollte die Stadt durch einen Seitenkanal angebunden und bei Ölper ein Hafen angelegt werden. Mit der Eingemeindung Veltenhofs konnte die Stadt ab 1930 direkt am Mittellandkanal ein Hafenbecken bauen und auf den kostenintensiven Seitenkanal verzichten. Am 13. Mai 1934 wurde der Hafen eröffnet und war dann für vier Jahre der östliche Endhafen des Kanales.

Schnell siedelte sich in der Zeit des Nationalsozialismus weitere Industrie in Braunschweig an, der der Hafen diente. 1938 erfolgte der Durchstich des Kanales zur Elbe hin und die Umschlagsmengen wuchsen an. In der Folgezeit profitierte der Hafen von der Kriegsrüstung und der Eröffnung des Stichkanal Salzgitter durch weiter wachsende Transportmengen. Vom Ölhafen in Thune aus bestand eine Pipeline zu dem Flugplatz Waggum hin.

Im Zweiten Weltkrieg kam der Weiterbau des Mittellandkanales zwar 1942 zum Erliegen, die Umschläge blieben aber durch eine Vielzahl in Braunschweig angesiedelter kriegswichtiger Industrie auf hohem Niveau. Hierdurch wurde Braunschweig und auch die Hafeninfrastruktur jedoch wiederholt zum Ziel alliierter Bomber. Während Braunschweig im Februar 1945 zu 90 % zerstört wurde, blieb der damals außerorts gelegene Hafen nahezu unbeschädigt. Zur Kriegszeit errichtete Bunker im Hafenbereich sind heute noch erhalten und erinnern an diese Zeit. Im April 1945 besetzte die US-Army die Anlagen und übergab diese im Juni 1945 an die britische Besatzungsmacht. Der Betrieb im Hafen, der damals der Rhenus Transport GmbH oblag, ging nahtlos weiter, wie Fotos des Hafens von 1946 belegen.
Ab den 1950er Jahren kam auch die Personenschifffahrt in Bewegung; Fahrgastschiffe verkehrten bis zum Ende der 1980er Jahre teils fahrplanmäßig zu anderen Häfen hin.
Ab 1964 wurde der Mittellandkanal für Großmotorgüterschiffe ausgebaut. 1970 zog der Braunschweiger Motorboot Club nebst eigener Krananlage von der Lände Sophiental nach Watenbüttel um und baute dort den Yachthafen.
Zu einem der Braunschweiger Häfen wurde dieser, ebenso wie auch der Ölhafen in Thune, aber erst mit der Eingemeindung dieser Ortsteile 1974.
Infolge der wachsenden Schiffsgrößen wurden in den 1970er Jahren zwei Parallelhäfen ausgebaut. Bis 1989 lag der Schwerpunkt der Tätigkeit in der Umladung zwischen Ost- und Westtonnage und der Anpassung der Beladung von Schiffen im Berlin-Transit an die Wasserstände in der Elbe.
Als nach der Grenzöffnung 1989 diese Umschlagarbeit wegfiel, wanderten die Speditionen und Lagereibetriebe ab und die Hafenbetriebsgesellschaft übernahm zum reinen Hafenbetrieb auch Logistikdienstleistungen. 2001 wurde ein Parallelhafen nochmals vergrößert und um ein Containerterminal mit 33.000 m² befestigter Fläche erweitert.
Im Jahr 2015 erzielte die Hafenbetriebsgesellschaft Braunschweig mbH, eine 100%ige Tochter der Stadt Braunschweig, einen Massengutumschlag von über 850.000 Tonnen (2011: 779.000) und rund 62.500 Standardcontainer (2010: 56.800). Im Jahr 2000 lag der Massengutumschlag unter 580.000 Tonnen und die Zahl der umgeschlagenen Standardcontainer bei 7.700. Unter den in Braunschweig umgeschlagenen Gütern befinden sich hauptsächlich Kleidung, Getreide, Möbel, Autos und Spirituosen. Zudem ist die Versorgung der Region mit Heizöl und Dieselkraftstoff von Bedeutung und der Transport von Schrott zum benachbarten Stahlwerk von Relevanz.

## Gewerbe und Infrastruktur

### Betreiber
Die Hafenbetriebsgesellschaft Braunschweig mbH betreibt den Stadthafen und ist im alleinigen Eigentum der Stadtwerke Braunschweig GmbH. Der Yachthafen und der WSA-/Ölhafen haben jeweils eigene Betreiber.

### Umschlag
Der Hafen ist der größte Containerhafen im norddeutschen Binnenland. Der Güterumschlag lag 2014 bei rund 830.000 Tonnen, hauptsächlich Getreide, Mineralöl, Brennstoffe, Baustoffe und Recyclingprodukte. Am 2001 errichteten Containerterminal, das Braunschweig mit den Seehäfen Bremerhaven und Hamburg verbindet, wurden 2014 60.278 TEU umgeschlagen.

### Hafenbahn
Eine Hafenbahn erschließt den Hafen, zwei benachbarte Gewerbegebiete und ist unter der Bezeichnung Braunschweig Hafen an das europäische Eisenbahnnetz angeschlossen. Der Übergang zum öffentlichen Schienennetz erfolgt über den Tarifbahnhof: Braunschweig-Hafen.

## Verkehr

### Straße
Der Stadthafen Braunschweigs ist über Gemeindestraßen mit der Bundesautobahn 2 im Stadtteil Veltenhof verbunden. Die Zufahrten sind teils kreuzungsfrei und schwerlastfähig ausgeführt. Der WSA-/Ölhafen ist zur Bundesstraße 4 hin erschlossen. Der Yachthafen kann über einen Abzweig von der Bundesstraße 214 her angefahren werden.

### Schiene
Die Hafenbahn bedient die südlichen Anleger des Stadthafens zum Teil zwei- und dreizügig bis direkt auf die Piers, sodass dort ein trimodaler Verkehr möglich ist. An den Außenländen am Nordufer, an dem WSA-/Ölhafen und am Yachthafen bestehen keine Bahnanschlüsse.

### Öffentlicher Personennahverkehr
Am Stadthafen gibt es mehrere Zustiegsmöglichkeiten zum ÖPNV in 200–300 m Entfernung. Am WSA-/Ölhafen beträgt die Entfernung zur nächsten Haltestelle über 500 m, am Yachthafen etwa 1.000 m.

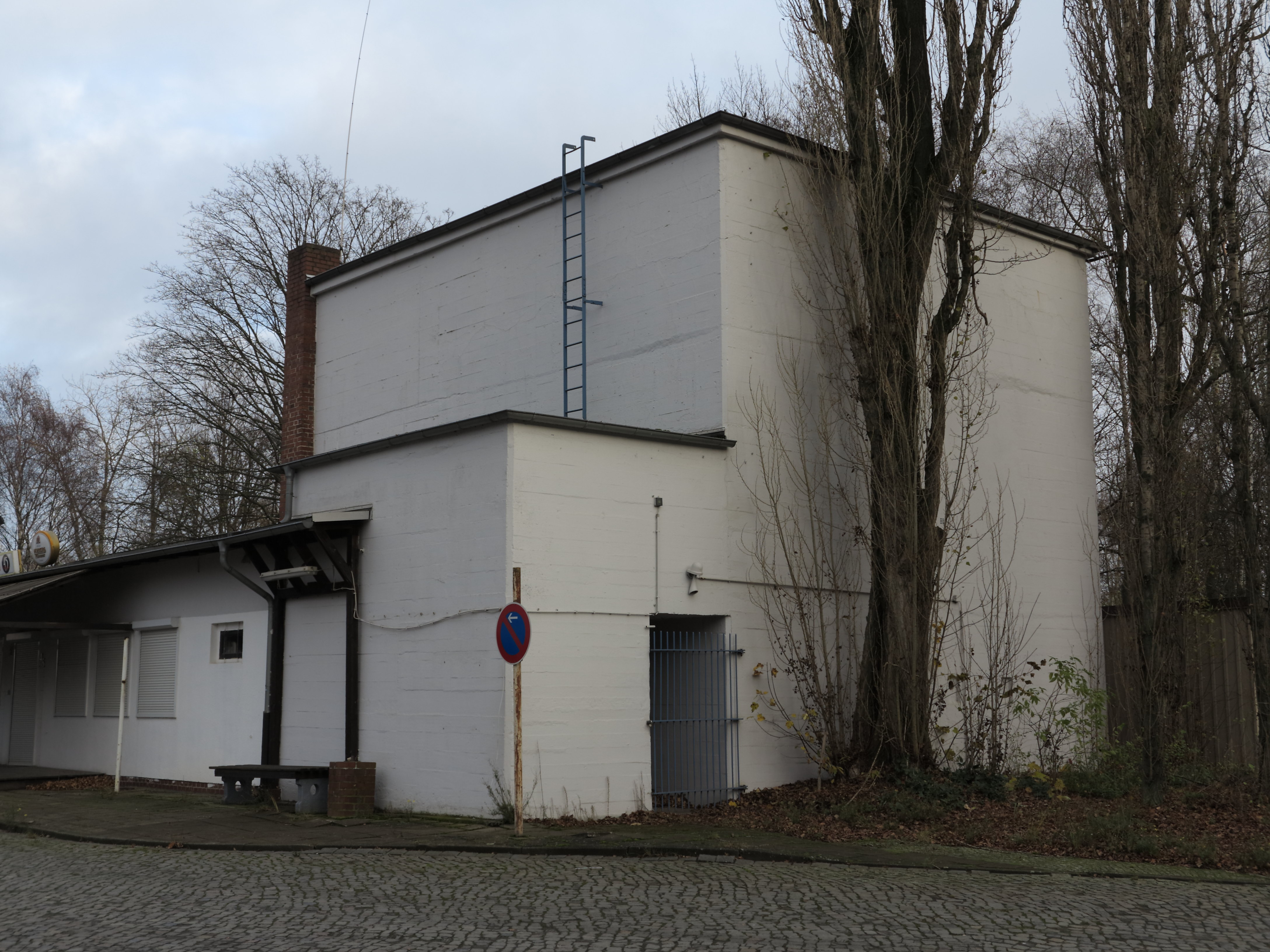
Ehemaliger Bunker, heute als Café genutzt (2013)
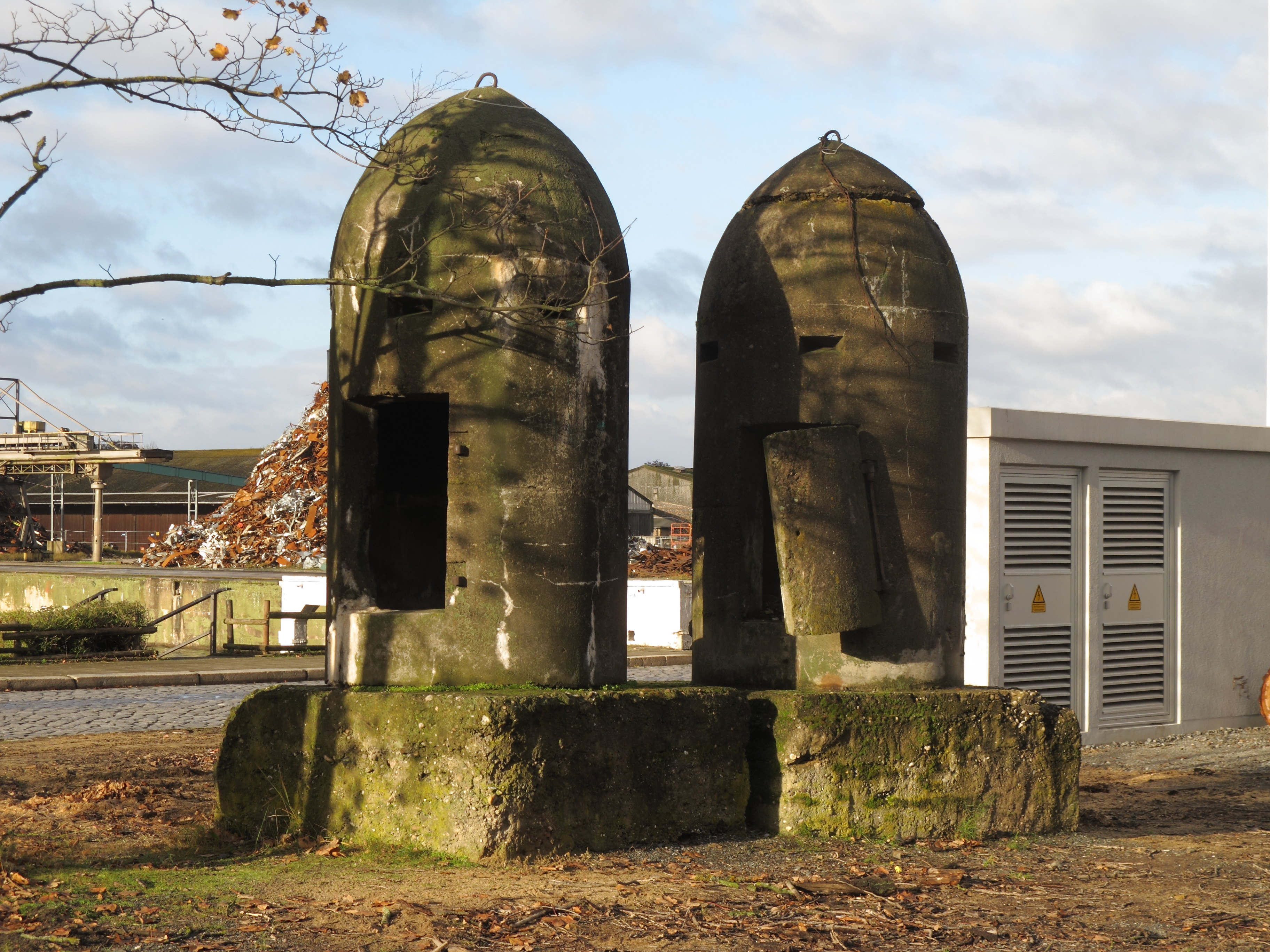
Ehemalige „Einmannbunker“ am Schrottladekai, im Hintergrund die Containerbrücke (2013)
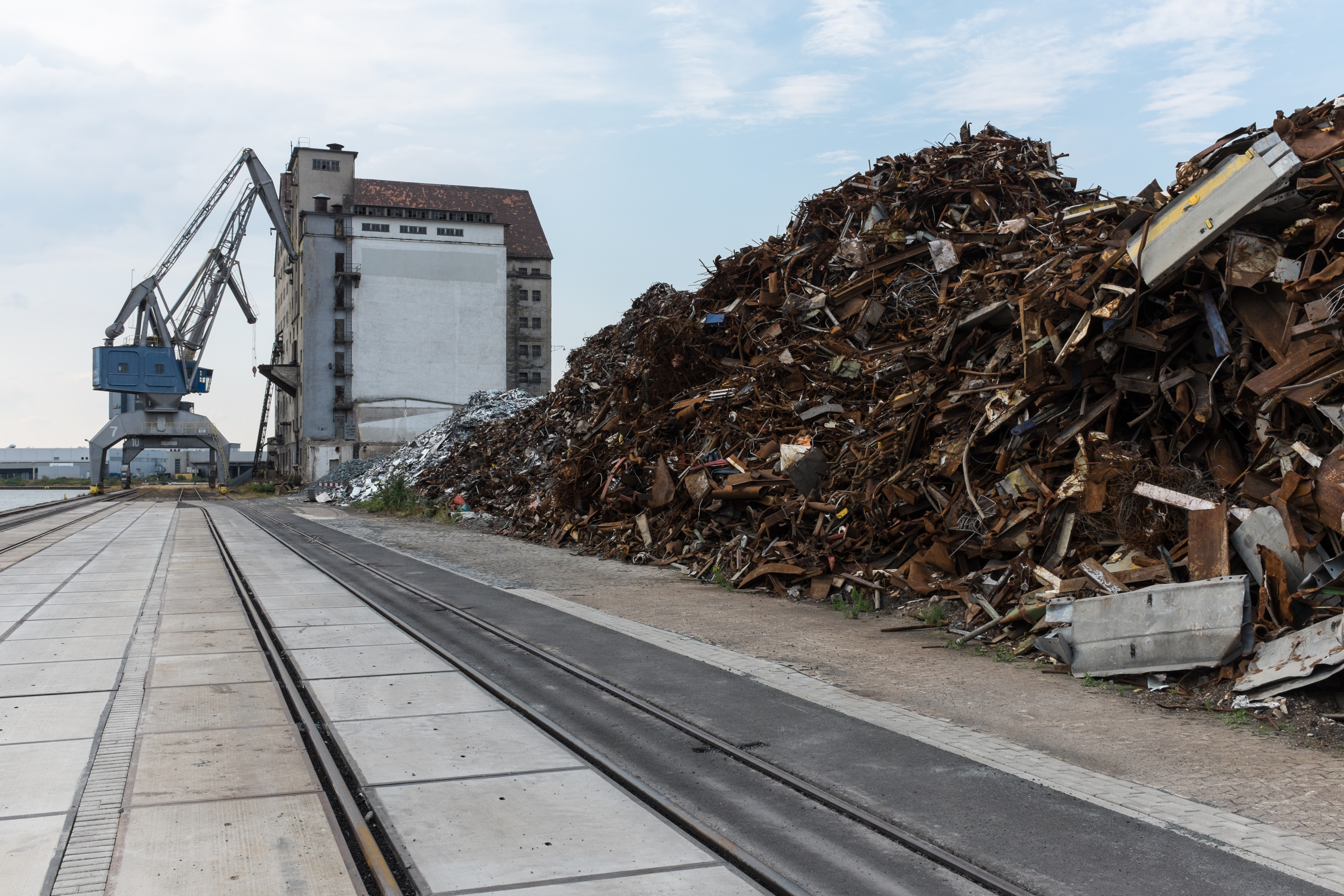
Schrottladekai, Portalkran, dahinter Lagerhaus (2013)
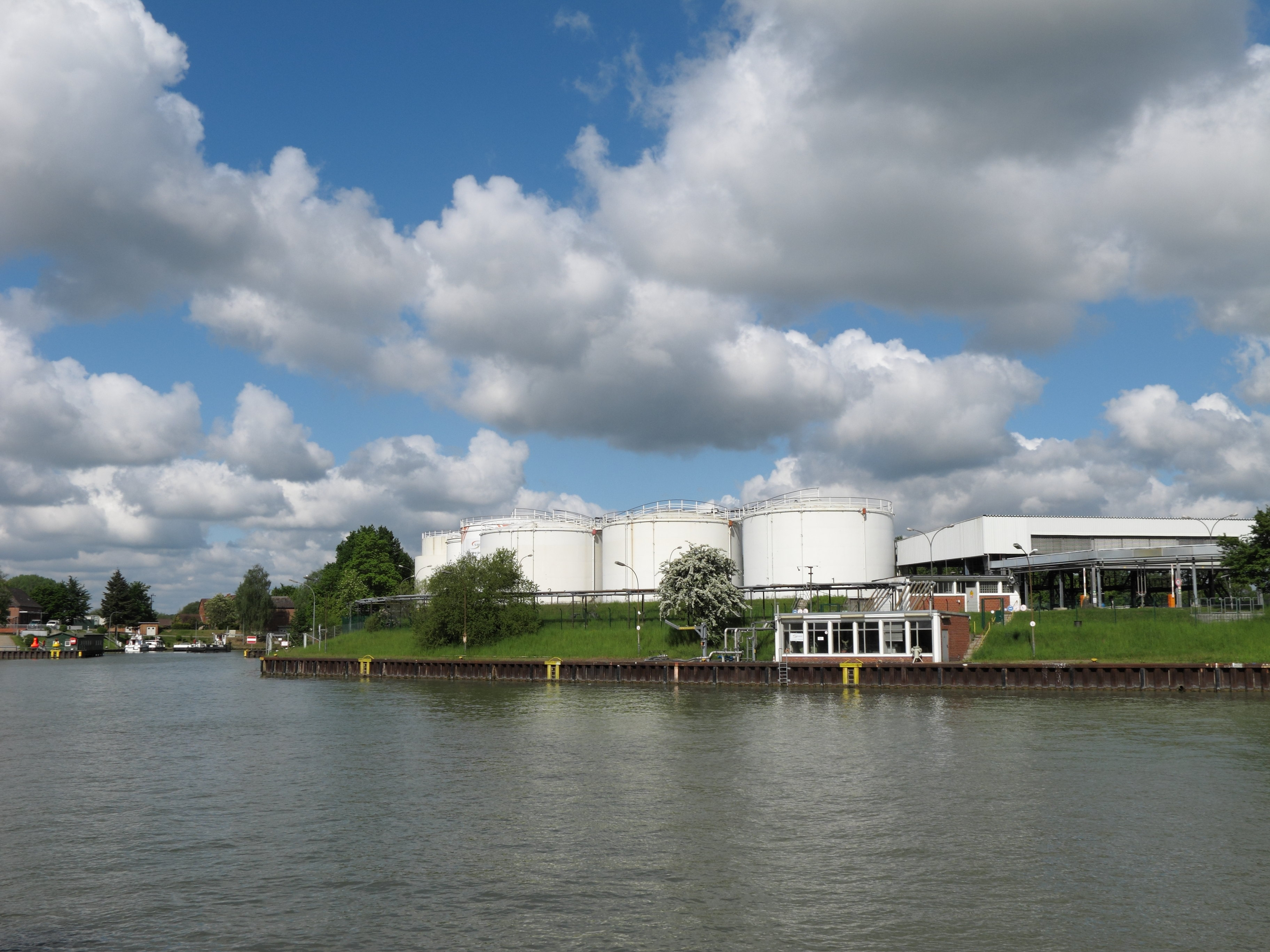
Ölhafen Thune (2012)